# Панов Олександр Володимирович
Олександр Володимирович Панов (рос. Александр Владимирович Панов, нар. 21 вересня 1975, Ленінград) — російський футболіст, що грав на позиції нападника.
Виступав, зокрема, за клуб «Зеніт», а також національну збірну Росії.
Володар Кубка Росії. 

## Клубна кар'єра
Вихованець санкт-петербурзького футболу. У дорослому футболі дебютував 1994 року виступами за команду клубу «Зеніт», в якій провів один сезон, взявши участь у 25 матчах чемпіонату. 
Згодом з 1995 по 1996 рік грав у складі команд «Динамо» (Вологда) та китайського «Шанхай Баостіл».
Повернувши увагу представників тренерського штабу «Зеніта», повернувся до його складу 1996 року. Цього разу відіграв за санкт-петербурзьку команду наступні п'ять сезонів своєї ігрової кар'єри. Більшість часу, проведеного у складі «Зеніта», був основним гравцем атакувальної ланки команди.
Після дублю у ворота збірної Франції у переможному для збірної Росії (рахунок 3:2) матчі на «Стад де Франс» влітку 1999 року Панов привернув увагу скаутів низки французьких футбольних клубів і наступного, 2000 року, уклав контракт із «Сент-Етьєном». Через травму заграти за французьку команду не зміг і частину 2001 року провів в оренді у швейцарській «Лозанні». Повернувшись з оренди, провів ще декілька ігор за «Сент-Етьен», після чого у 2002 повернувся до Росії.
Протягом 2002—2007 років захищав кольори клубів «Динамо» (Москва), «Динамо» (Санкт-Петербург), «Торпедо» (Москва) та «Зеніт».
Завершив професійну ігрову кар'єру у клубі «Торпедо» (Москва). Прийшов до команди 2010 року, відіграв 8 матчів, після чого вирішив припинити виступи на професійному рівні.

## Виступи за збірну
1998 року дебютував в офіційних матчах у складі національної збірної Росії. Протягом кар'єри у національній команді, яка тривала 7 років, провів у формі головної команди країни лише 17 матчів, забивши 4 голи.
Зірковим часом у кар'єрі Панова стала гра кваліфікаційного раунду чемпіонату Європи 2000 року, що відбулася 5 червня 1999 року в Парижі на «Стад де Франс». Російська збірна перебувала у скрутному турнірному становищі і для збереження шансів на боротьбу за путівку на Євро-2000 їй була необхідна гостьова перемога над чинними на той час чемпіонами світу, збірною Франції. Росіяни досягли необхідного результату (перемога з рахунком 3:2), не в останню чергу завдяки двом голам, забитим Олександром Пановим (перший та другий м'ячі). Після цього матчу Панов на деякий час став основною надією російських вболівальників у нападі національної команди, втім тривала серія «сухих» ігор форварда швидко змінила відношення до нього як з боку вболівальників, так й з боку тренерського штабу збірної, і поступово гравець припинив залучатися до лав національної команди.

## Титули і досягнення

### Командні
- Володар Кубка Росії (1):

«Зеніт»:  1998-99

### Особисті
Найкращий бомбардир Першості ФНЛ (перша ліга): 2003
Найкращий гравець Першості ФНЛ (перша ліга): 2003